# Basarab I

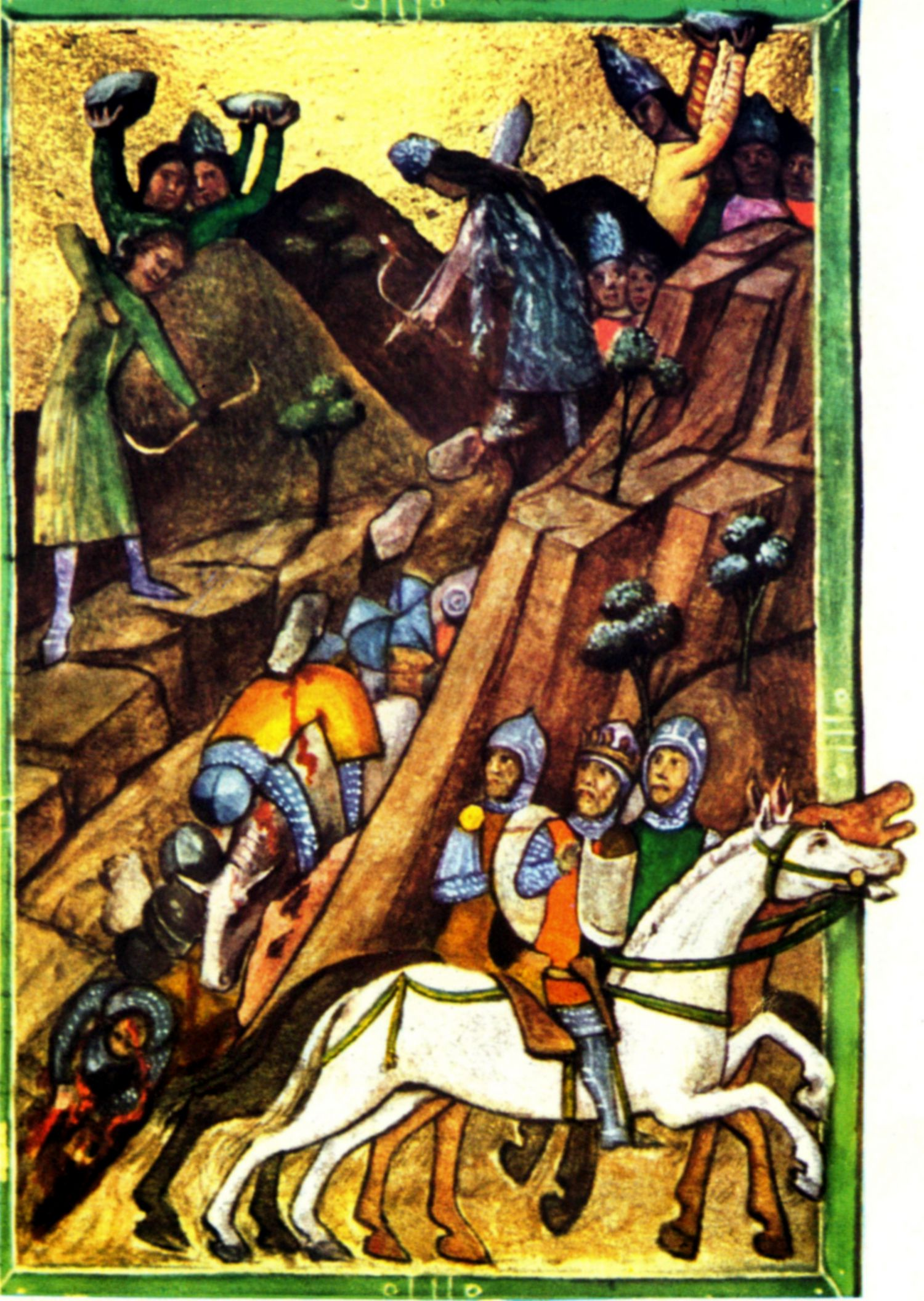
De Slag bij Posada

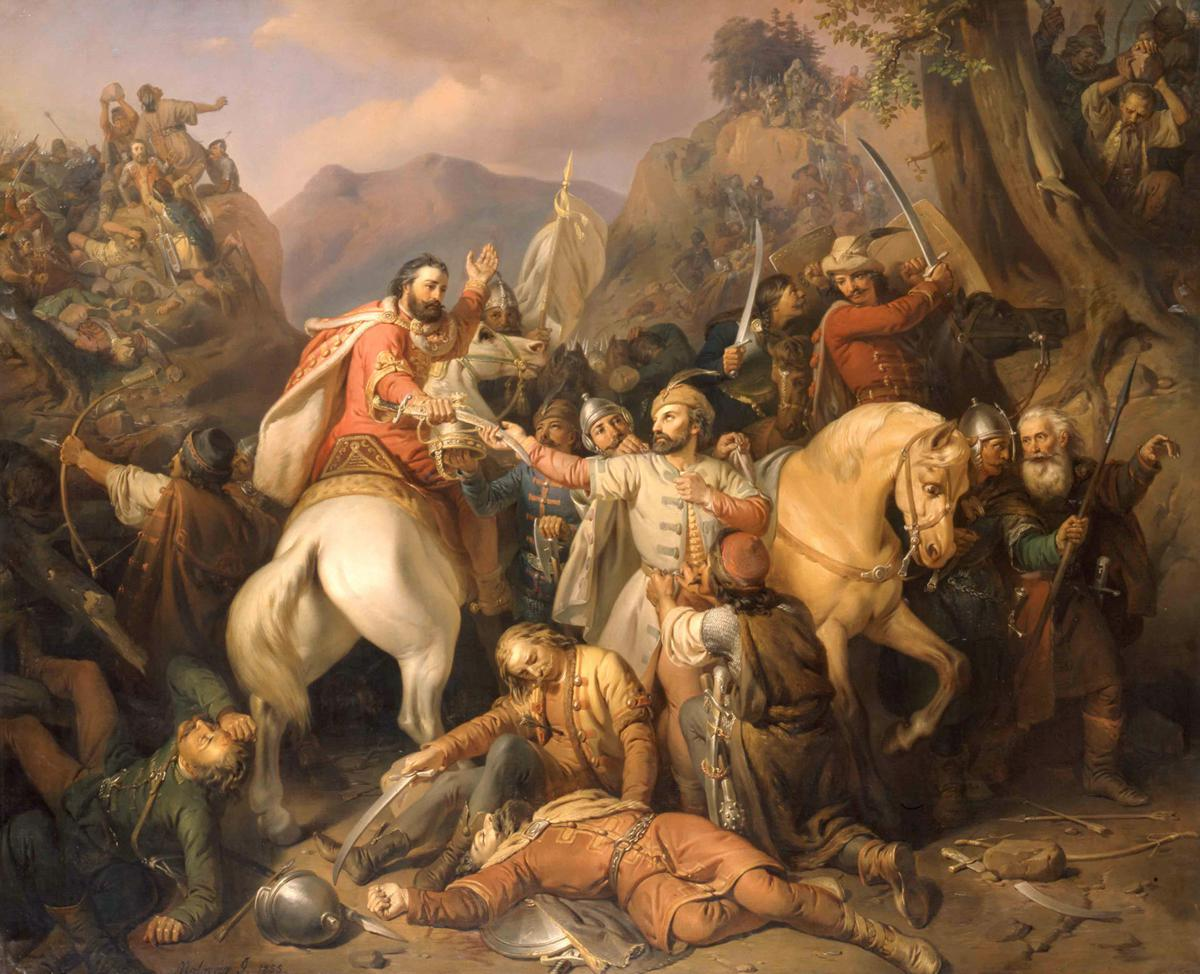
Karel I vlucht van Posada

Basarab I was een van de eerste heersers van Walachije (c. 1310–1352), en wordt soms vermeld als Întemeietorul ("De Stichter") omdat hij een belangrijke rol speelde in de Walachijse creatie, en zijn familie later ook erg belangrijk was voor het land.
Zijn naam is waarschijnlijk van Koemaanse oorsprong, en betekent "Vader Koning". Het komt van basar, dat "regeren, besturen, heersen" betekent, en van aba dat "vader" betekent. In de late 19e eeuw, kwam Bogdan Petriceicu Hasdeu erachter dat Basarab ook autochtoon had kunnen zijn. Het zou van ban, dat "heerser" betekent, en van het Dacische saraba, dat "hoofd" betekent, komen (in sommige Roemeense regio's wordt saraba nog gebruikt als sarâmb).
Basarabs vader, Thocomerius, was misschien de eerste heerser van Heel-Walachije. Basarab werd een vazal van het Hongaarse Koninkrijk, maar tussen 1324-1325 keerde hij zich tegen de Hongaarse koning. In een Hongaars document dat uitgegeven werd (op 26 juli 1324) door Karel I van Hongarije werd Basarab "mijn Transalpische woiwode" genoemd, en bijna een jaar later, werd Basarab in een diploma (18 juni 1325) "Transalpische Bazarab, ontrouw aan de heilige kroon van de koning" genoemd.
In 1330 versloeg Basarab Karel I van Anjou in de Slag bij Posada, waardoor Walachije zich tot een onafhankelijke staat kon uitroepen. Een van de belangrijkste verslagen van dit gevecht was het Chronicon Pictum.
In 1352 werd Basarab opgevolgd door Nicolae Alexandru